# Tympanogaster amaroo
Tympanogaster amaroo är en skalbaggsart som beskrevs av Perkins 2006. Den ingår i släktet Tympanogaster och familjen vattenbrynsbaggar. Arten förekommer i Australien och inga underarter finns listade i Catalogue of Life.